# گایا بی‌اچ۱
گایا بی‌اچ۱ (انگلیسی: Gaia BH1) یا (BH1) که پیش‌تر با عنوان مجموعه (Gaia DR3 4373465352415301632) شناخته می‌شد یک منظومه دوتایی متشکل از یک ستاره دنباله اصلی نوع G و یک سیاه‌چاله با جرم ستاره‌ای است که در فاصلهٔ حدود ۱۵۶۰ سال نوری (۴۷۸ پارسک) از منظومه شمسی در صورت فلکی مارافسای قرار دارد. از سال ۲۰۲۳، این نزدیکترین سیستم شناخته شده‌ای است که اخترشناسان بر پایهٔ نشانه‌های منطقی باور دارند که حاوی سیاهچاله‌ای است که در پی آن Gaia BH2 و A0620-00 قرار دارند.